# Tipi-tii
Chansons représentant la Finlande au Concours Eurovision de la chanson
Valoa ikkunassa
(1961) Muistojeni laulu
(1963)
Tipi-tii est une chanson interprétée par la chanteuse finlandaise Marion Rung, sortie en 45 tours en 1962 et représentant la Finlande au Concours Eurovision de la chanson 1962.

## À l'Eurovision

### Sélection
Le 15 février 1962, ayant remporté l'Euroviisut 1962 à Helsinki, la chanson Tipi-tii est sélectionnée pour représenter la Finlande au Concours Eurovision de la chanson 1962 le 18 mars à Luxembourg.

### À Luxembourg
La chanson est intégralement interprétée en finnois, langue officielle de la Finlande, comme le veut la coutume avant 1965. L'orchestre est dirigé par George de Godzinsky.
Tipi-tii est la première chanson interprétée lors de la soirée du concours, précédant Ton nom de Fud Leclerc pour la Belgique.
À l'issue du vote, elle obtient 4 points et se classe 7e — à égalité avec Sol och vår de Inger Berggren pour la Suède — sur 16 chansons,.

## Liste des titres
| A1. | Tipi-tii        | Kari Tuomisaari (fi)        |  |
| A2. | Pikku rahastaja | Reino Helismaa, Toivo Kärki |  |

## Classements

### Classements hebdomadaires
| Classement (1962)    | Meilleure position |
| -------------------- | ------------------ |
| Finlande (Billboard) | 1                  |

## Historique de sortie
| Pays     | Date | Format   | Label   |
| -------- | ---- | -------- | ------- |
| Finlande | 1962 | 45 tours | Philips |